# Alliance française de Delhi
L'Alliance française de Delhi (AFD) est un centre culturel franco-indien spécialisé dans l'enseignement de la langue française, l'organisation et la réception d'événements culturels.

## Historique
L'Alliance française de Delhi a été fondée le 30 juin 1956, à l'initiative de Ghulam Naqshband et sur proposition de Claude Journot, conseiller culturel de l'Ambassade de France en Inde.
En 1948 avait été créée une « Maison franco-indienne » rassemblant une poignée de francophiles appartenant à l'élite intellectuelle de la capitale. Rebaptisée « Cercle français » en 1952, cette association organisait des projections de films, des expositions et des concerts, ainsi qu'un bal annuel très couru.
Le premier comité directeur de l'AFD rassemblait 13 membres fondateurs — dont cinq femmes —, tous francophiles convaincus, comme A. L. Allia Ram, Ghulam Naqshband, Dewan Jarmani Dass ou I. P. Singh.
Les premiers cours furent rapidement organisés dans un « bungalow » des quartiers huppés. La première directrice pédagogique fut, en 1960, France Bhattacharya, épouse du célèbre poète bengali Lokenath Bhattacharya. L'AFD déménagea pour le quartier de South Extension en 1967, où elle restera jusqu'en 2004.
L'Alliance Française de Delhi a fêté son soixantième à l'automne 2016. Les festivités ont duré une semaine et attiré plusieurs milliers de visiteurs.

## Statuts
L'Alliance française de Delhi est une association de droit indien, indépendante statutairement et financièrement de l'Alliance française de Paris. Son financement est assuré par les droits d'inscription versés par les étudiants (7282 inscriptions en 2016-17), les revenus de l'activité de sa cellule de traduction, les recettes générées par la location de sa galerie et de son auditorium et les cotisations de ses membres.
Comme un petit nombre d'Alliances françaises à travers le monde, l'AFD bénéficie toutefois de la mise à disposition par le ministère des Affaires étrangères de personnel détaché pour les fonctions de direction et de direction pédagogique ainsi que d'un volontaire international pour sa médiathèque (trois salariés en 2008). L'Alliance française bénéficie également du soutien de l'Ambassade de France en Inde.
Le comité directeur de l'Alliance française de Delhi est présidé depuis 2006 par Muthusamy Varadarajan, ancien secrétaire d'État à la Culture.

## Pédagogie
Dans les années 1970 sont recrutés les premiers professeurs indiens, les cours étant jusque-là principalement assurés par des Français expatriés. Une formation des maîtres est mise en place et des travaux de recherche pédagogique sont assurés par le service culturel de l'Ambassade de France. L'AFD « s'indianise » ainsi progressivement et pendant quelques années, le directeur et le coopérant du service national seront les seuls Français à y travailler. En 2002 est nommé un directeur des cours, ou directeur pédagogique, dont le poste est également pourvu par le ministère français des Affaires étrangères. Si la première génération de professeurs indiens est recrutée sur diplôme universitaire, à partir de la fin des années 1990, les nouveaux professeurs sont principalement issus des rangs des anciens étudiants des Alliances Françaises.
Les méthodes pédagogiques de l'AFD ont beaucoup évolué depuis sa fondation, mais privilégient aujourd'hui l'approche communicative : plus qu'un ensemble de structures rigides associé à un lexique, la langue est considérée comme un outil à vocation pratique dans le schéma de communication. L'enseignement insiste donc sur l'interactivité et les échanges spontanés entre enseignant et apprenant et sur le recours à des documents dits authentiques.
Depuis 2006, le système des cours de l'AFD est aligné sur le Cadre européen commun de référence pour les langues (CECRL), adopté au niveau européen en 2001 et qui définit la maîtrise d'une langue étrangère selon six niveaux classés par ordre de complexité croissante de A1 à C2. À l'heure actuelle, l'Alliance française de Delhi offre un enseignement pour les niveaux A1 à C1 inclus.
L'enseignement délivré à l'Alliance française de Delhi vise à développer les quatre compétences essentielles à la maîtrise de la langue (compréhension et expression, orale et écrite) et à préparer les étudiants aux épreuves du Diplôme d'études de la langue française (DELF) et Diplôme approfondi de langue française (DALF), qui correspondent aux niveaux A1 à B2 et C1 respectivement.

## Site et bâtiment

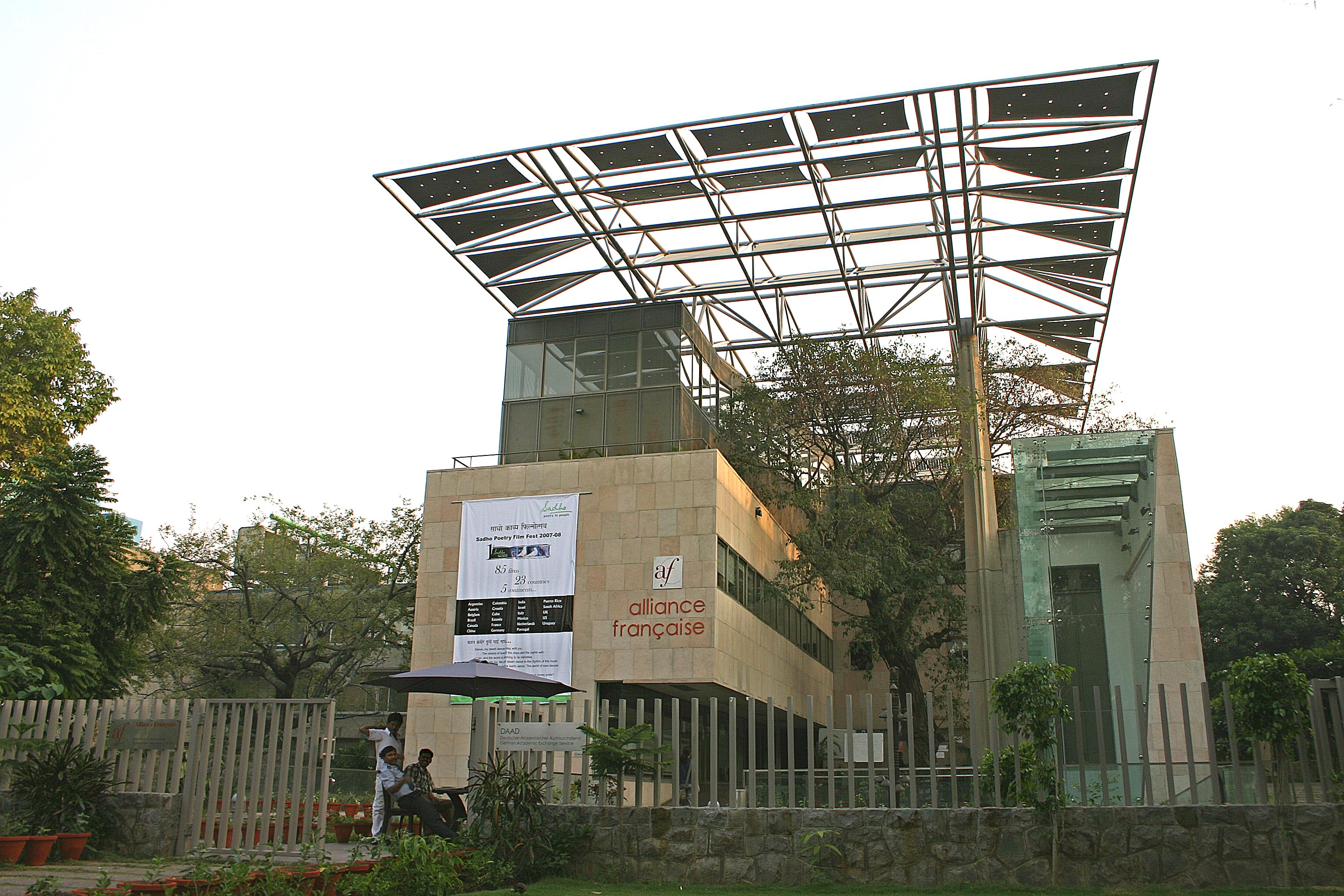
Bâtiment de l'Alliance française de Delhi

À la suite d'un don généreux du gouvernement indien, entériné en 1998 par une décision du Président de la République K. R. Narayanan, l'Alliance française emménage en 2004 dans le prestigieux quartier de Lodi Estate. Elle est aujourd'hui voisine des sièges indiens de l'UNICEF et du WWF.
Son bâtiment à l'architecture audacieuse, toute de verre, de béton et d'aluminium, est dû à un duo de jeunes architectes, Stéphane Paumier et Anupal Bansal. Récompensé par la médaille d'argent de l'Académie française d'architecture en 2005, il présente la particularité d'intégrer deux arbres gigantesques et donc de s'intégrer harmonieusement dans son milieu environnant, à quelques dizaines de mètres des célèbres jardins botaniques Lodi.
Le toit du bâtiment est équipé de panneaux solaires assurant l'alimentation en électricité en cas de coupure de courant.
Avec 2850 mètres carrés de superficie, l'Alliance française de Delhi possède son propre auditorium (portant le nom de son mécène, M. L. Bhartia) d'une capacité de 112 places, sa galerie d'art (Galerie Romain-Rolland), sa bibliothèque-médiathèque et sa cafétéria.

## Activités culturelles
Les activités culturelles sont au cœur du fonctionnement de l'AFD depuis sa fondation. Après avoir surtout consisté à populariser la culture française, elles se sont progressivement ouvertes aux autres cultures francophones et au dialogue avec les cultures indiennes.
Les grands événements culturels francophones tels que la Fête de la musique, la Fête de la Francophonie (Journée internationale de la Langue française), « Lire en Fête » ou le « Printemps des Poètes » sont régulièrement organisés à l'Alliance française de Delhi, avec le soutien des pays organisateurs.
Avec plus de 300 événements culturels organisés chaque année (spectacles vivants dans son auditorium, expositions dans sa galerie d'art ou autres activités en partenariat), l'Alliance française de Delhi est reconnue comme l'un des principaux lieux de culture de la capitale indienne.
L'Alliance de Delhi anime également un ciné-club hebdomadaire.